# Lynga, Okome socken
Lynga är en by i Okome socken,  Falkenbergs kommun. Delar av Kvarnasjön, som ingår i Ätrans huvudavrinningsområde, ligger inom byns gamla gränser. Genom jordbrukrationalisering och fastighetsregleringar ingår numera (2012) stora delar av byn inom grannbyarna Slättens och Okome bys fastigheter.